# Dr.イーブル
ドクター・イーブル（Dr. Evil）、本名ダグラス・パワーズは、オースティン・パワーズシリーズの複数の作品に登場する架空の人物。初登場は『オースティン・パワーズ』（Austin Powers: International Man of Mystery）。

## 登場作品
- オースティン・パワーズ
- オースティン・パワーズ：デラックス
- オースティン・パワーズ　ゴールドメンバー

## 演じた俳優
マイク・マイヤーズ（『オースティン・パワーズ』 - 『オースティン・パワーズ：デラックス』 - 『オースティン・パワーズ　ゴールドメンバー』）

## 人物
ベルギー育ちの、世界支配をもくろむ国際テロリスト組織のオーナーであり悪のカリスマである。
多彩なテロ装置を開発して、あるいは作るとしては国家や国際機関を恫喝し膨大な金を払えと要求する。宇宙空間にて冷凍睡眠していたが、ひょんなことから地球に戻り目覚める。組織の管理運営は組織の正統なる代表（フェイス）でナンバーツーであるMrナンバーツーに任せっきりで、自身は国家や国際機関を恐喝する衛星テレビでのスピーチを行うなど美味しいところで踊るだけである。なぜドクターかと言えば、悪の医科大学で6年間過ごし、医師免許を取得しているため。そのために悪のカリスマで犯罪被疑者であっても、階級社会イギリス出身のオースティン・パワーズからはドクターと敬称をつけて呼ばれる。また、ミスターと呼ばれると激怒するが、自分は、飼い猫と従業員をミスター付で呼ぶ。
ただ、悪のカリスマであっても一人の男性として家庭があり、自分が美とする反知性すなわち悪徳を息子のスコットに理解されずに悩んだ。TVショーのカウンセリングに出演し、悩みを打ち明け解決を目指すこともあったが、たまたま番組に居合わせた大司教に自身の悪徳の美を全否定され激高、取っ組み合いの喧嘩を全米に放映しただけだった。なぜアメリカンTVショーに大司教が出ていたのかは不明。独特な指使い、指癖があり時々出てしまう。

## 関係する人物
- オースティン・パワーズ（宿敵、兄弟）
- スコット（息子）